# Saffloer
Saffloer (Carthamus tinctorius) is een sterk vertakte, eenjarige, distelachtige plant uit de composietenfamilie. De plant wordt 80–120 cm hoog. De bloemen zijn eerst saffraangeel en verkleuren dan naar rood. Elke bloem produceert na bestuiving vijftien tot twintig zaden. De krachtige penwortel stelt de plant in staat om ook in droge klimaten te overleven.
Van oudsher werd saffloer verbouwd vanwege de gele en rode kleurstof die uit de bloemen gewonnen kan worden. 
De rode kleurstof wordt gebruikt voor de traditionele maiko en geisha lipstick (benibana). 
Saffloer wordt ook verbouwd vanwege de zaden waaruit saffloerolie (of distelolie) wordt gewonnen. Deze olie wordt onder meer gebruikt als vloeimiddel voor olieverf, met name bij witte pigmenten omdat de olie niet vergeelt zoals lijnolie. De olie wordt ook gebruikt voor margarine en in sladressing.
De bloemen van de saffloer worden soms gebruikt als een goedkope versie (of imitatie) van saffraan. Saffloer mist het kenmerkende aroma van saffraan.

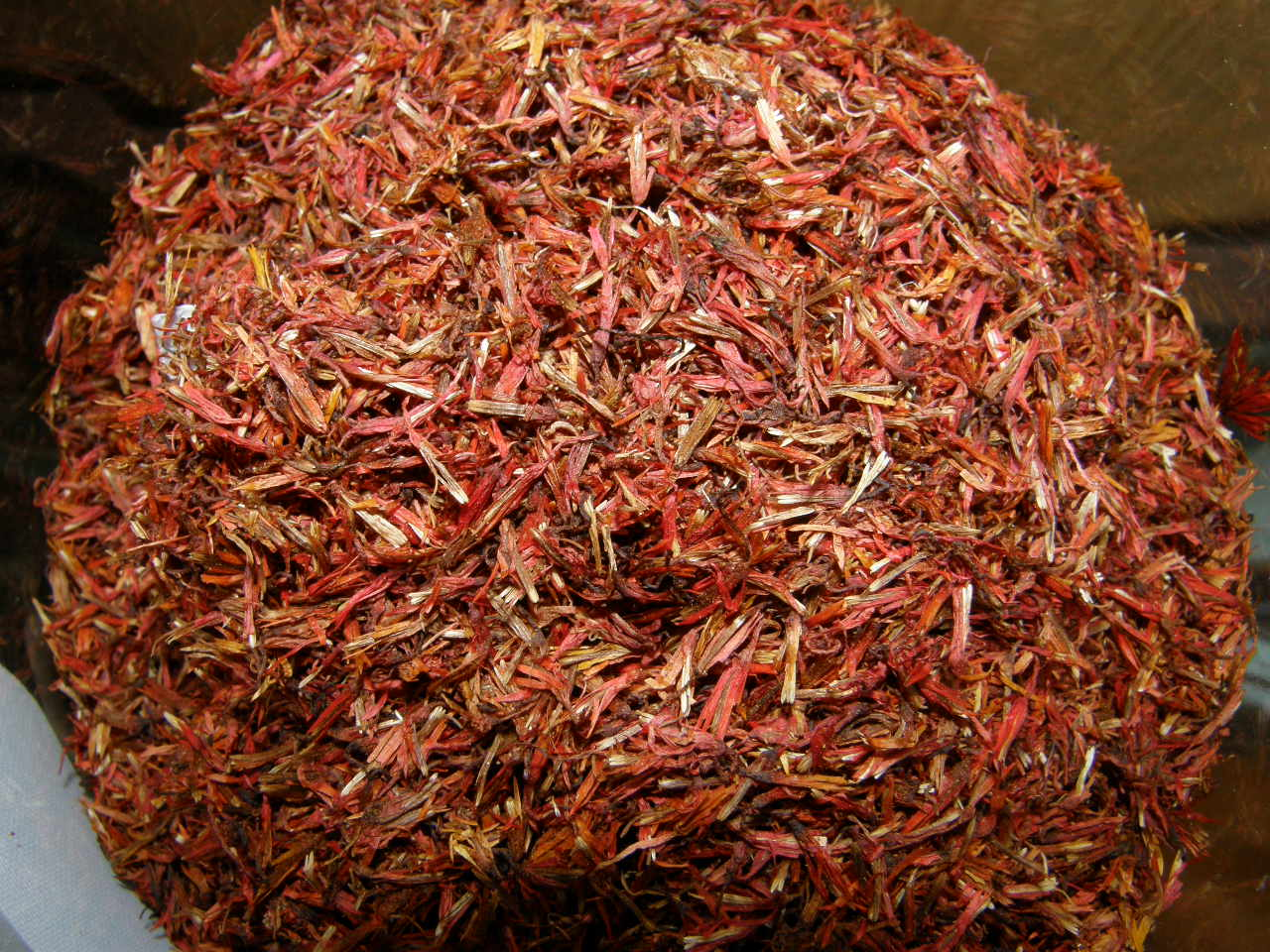
saffloer

| Productie in tonnen. Cijfers 2003-2004 Bron: FAOSTAT (FAO) | Productie in tonnen. Cijfers 2003-2004 Bron: FAOSTAT (FAO) | Productie in tonnen. Cijfers 2003-2004 Bron: FAOSTAT (FAO) | Productie in tonnen. Cijfers 2003-2004 Bron: FAOSTAT (FAO) | Productie in tonnen. Cijfers 2003-2004 Bron: FAOSTAT (FAO) | Productie in tonnen. Cijfers 2003-2004 Bron: FAOSTAT (FAO) |
| ---------------------------------------------------------- | ---------------------------------------------------------- | ---------------------------------------------------------- | ---------------------------------------------------------- | ---------------------------------------------------------- | ---------------------------------------------------------- |
| Mexico                                                     | 212765                                                     | 33 %                                                       | 212765                                                     | 37 %                                                       |                                                            |
| India                                                      | 157400                                                     | 24 %                                                       | 129000                                                     | 22 %                                                       |                                                            |
| Verenigde Staten                                           | 123630                                                     | 19 %                                                       | 80700                                                      | 14 %                                                       |                                                            |
| Ethiopië                                                   | 38000                                                      | 6 %                                                        | 38000                                                      | 7 %                                                        |                                                            |
| Australië                                                  | 30000                                                      | 5 %                                                        | 30000                                                      | 5 %                                                        |                                                            |
| China                                                      | 28000                                                      | 4 %                                                        | 30000                                                      | 5 %                                                        |                                                            |
| Kazachstan                                                 | 30000                                                      | 5 %                                                        | 30000                                                      | 5 %                                                        |                                                            |
| Argentinië                                                 | 13300                                                      | 2 %                                                        | 18000                                                      | 3 %                                                        |                                                            |
| Andere landen                                              | 14812                                                      | 2 %                                                        | 13832                                                      | 2 %                                                        |                                                            |
| Totaal                                                     | 647907                                                     | 100 %                                                      | 582297                                                     | 100 %                                                      |                                                            |